# Nirm (Geilenkirchen)

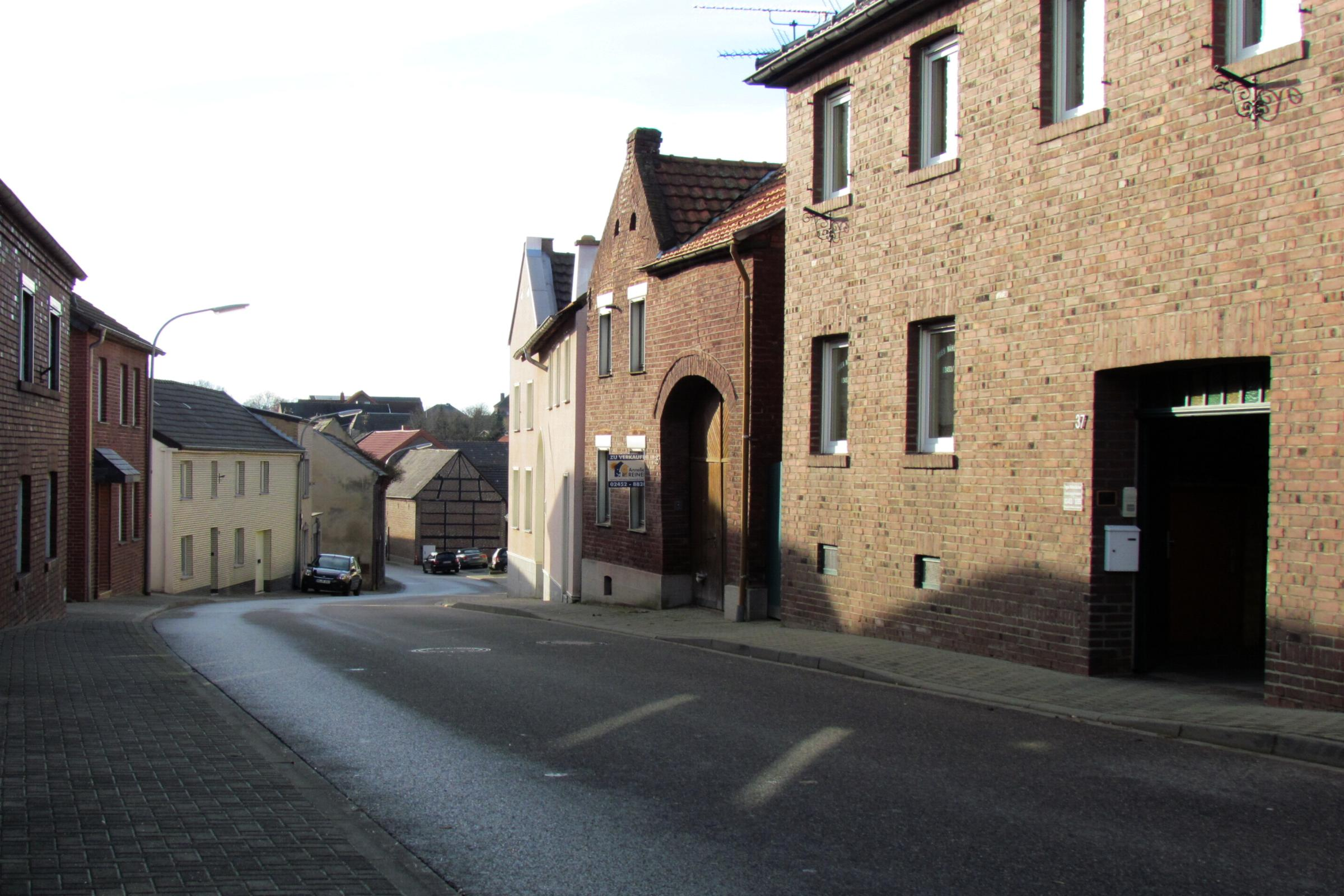
Die Nirmer Dorfstraße

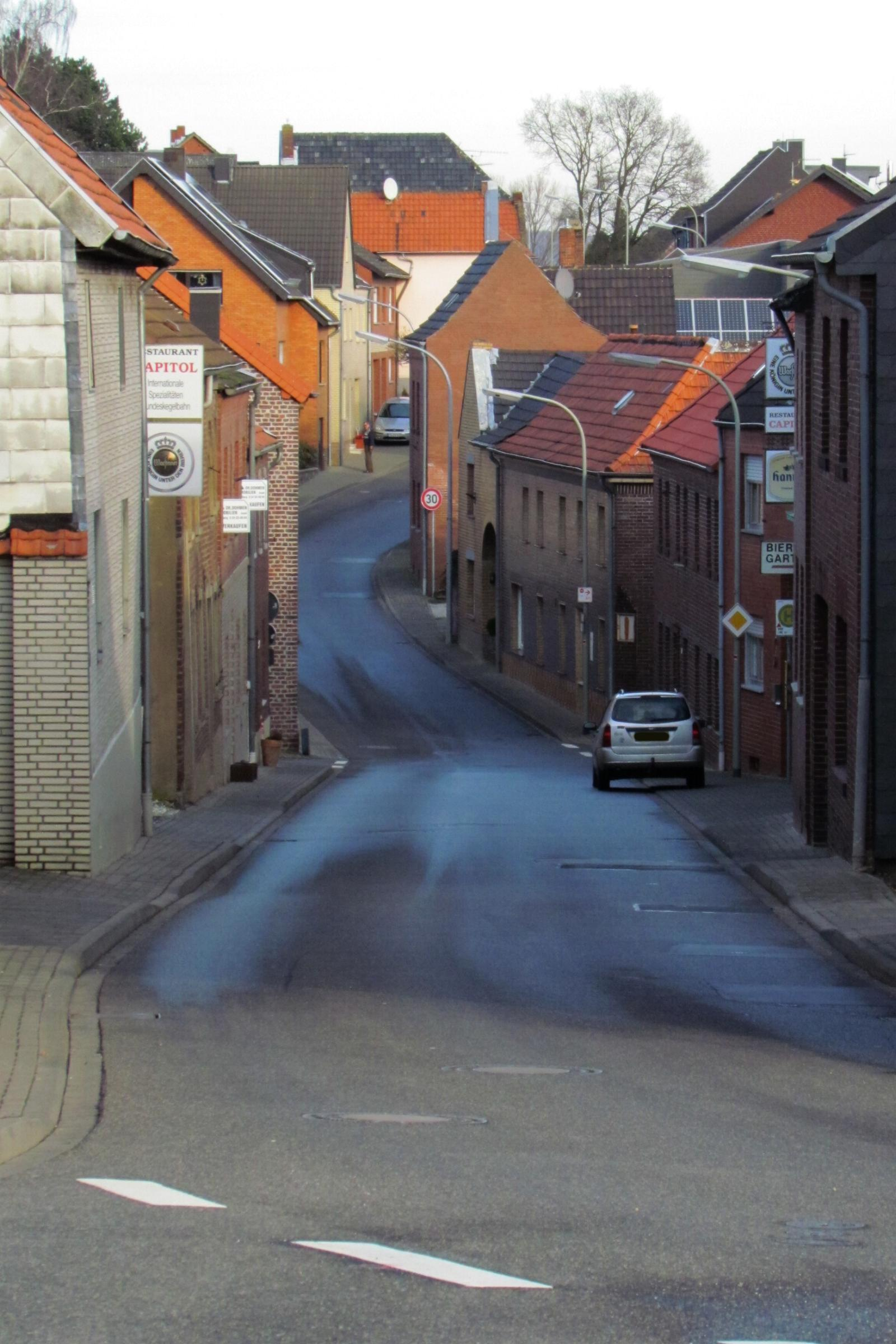
Blick in die Nirmer Dorfstraße

Nirm ist ein Ortsteil der Mittelstadt Geilenkirchen im Kreis Heinsberg in Nordrhein-Westfalen.

## Geographie

### Lage
Nirm liegt nordöstlich von Geilenkirchen an der Landesstraße 42, die von Randerath über Geilenkirchen nach Heerlen (Niederlande) führt. Der Ort liegt oberhalb des Tales der Wurm auf einer Höhe von 58 bis 67 m über NN, etwa 3–5 m oberhalb des Wasserspiegels der Wurm an der nördlichen Stadtgrenze.

### Gewässer
Die Wurm versorgte auf einer Flusslänge von 53 km zahlreiche Mühlen mit Wasser. Die Quelle der Wurm liegt südlich von Aachen bei 265 m über NN. Die Mündung in die Rur ist bei der Ortschaft Kempen in der Stadt Heinsberg bei 32 m über NN. Ende der 1960er, Anfang der 1970er Jahre wurde eine Wurmbegradigung durchgeführt. Der geschwungene, ab und an mäandrierende Flusslauf verschwand zu Gunsten einer einfachen Trassenführung. Die Flusslänge verkürzte sich und die Strömungsgeschwindigkeit nahm zu. Wenn Nirm auch nicht direkt von Hochwasser bedroht wurde, so konnte durch die Flussbegradigung die Bewirtschaftung der Wiesen und Benden wesentlich verbessert werden.

### Nachbarorte
| Uetterath | Randerath                                   | Brachelen |
| Hoven     | Kompassrose, die auf Nachbargemeinden zeigt | Flahstraß |
| Kraudorf  | Müllendorf                                  | Leiffarth |

### Siedlungsform
Nirm ist ein zweiseitig, locker bebautes Zwei-Straßendorf mit mehreren Bauernhöfen.

## Geschichte

### Ortsname
- 15. Jahrhundert Nerhem
- 1514 Nyrhem
- 1540 Nierhem
- 1560 Nirem
- 1820 Nirm-Kraudorf

Nirm leitet sich von Niederheim ab. Die Hofstelle lag von Kraudorf aus betrachtet Wurmabwärts. Als Gegenstück gab es einen Adelssitz flussaufwärts Opheim genannt.

### Ortsgeschichte

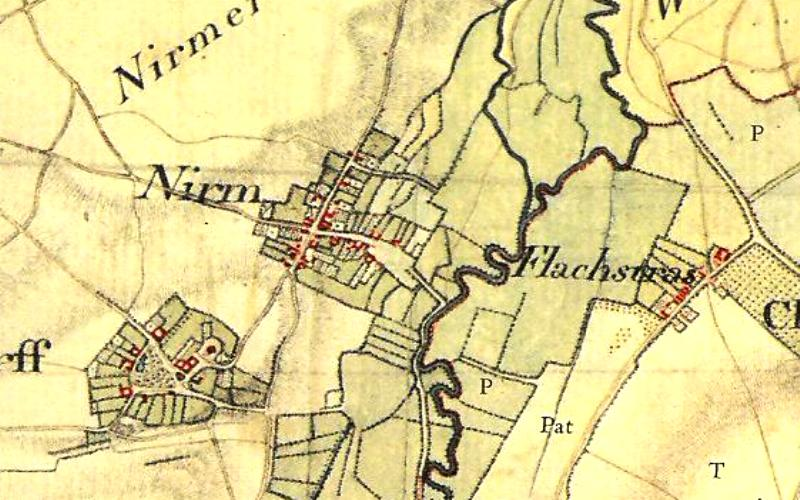
Nirm auf der Tranchotkarte 1803–1820

Nirm gehörte früher zum Jülicher Amt Randerath. Ein Hofstelle zu Nirm war im 15. Jahrhundert Randerather Lehen. Es kann vermutet werden, dass es sich bei Nirm ursprünglich um eine Einzelsiedlung gehandelt hat, die sich entlang der Landesstraße 42 Randerath-Geilenkirchen vergrößerte. Der Ort im Kirchspiel Kraudorf gehörte zum Gericht Randerath.
Nirm hatte 1828 insgesamt 156 Einwohner, 1852 waren es 189 Einwohner und der Ort gehörte zur Bürgermeisterei Randerath. Im Zuge der Gebietsreform zum 1. Januar 1972 wurden die Orte Hoven, Kogenbroich, Kraudorf und Nirm von der Bürgermeisterei Randerath in die Stadt Geilenkirchen übernommen. Rechtsnachfolger ist nach § 29 des Aachen-Gesetzes die Stadt Geilenkirchen.

### Kirchengeschichte

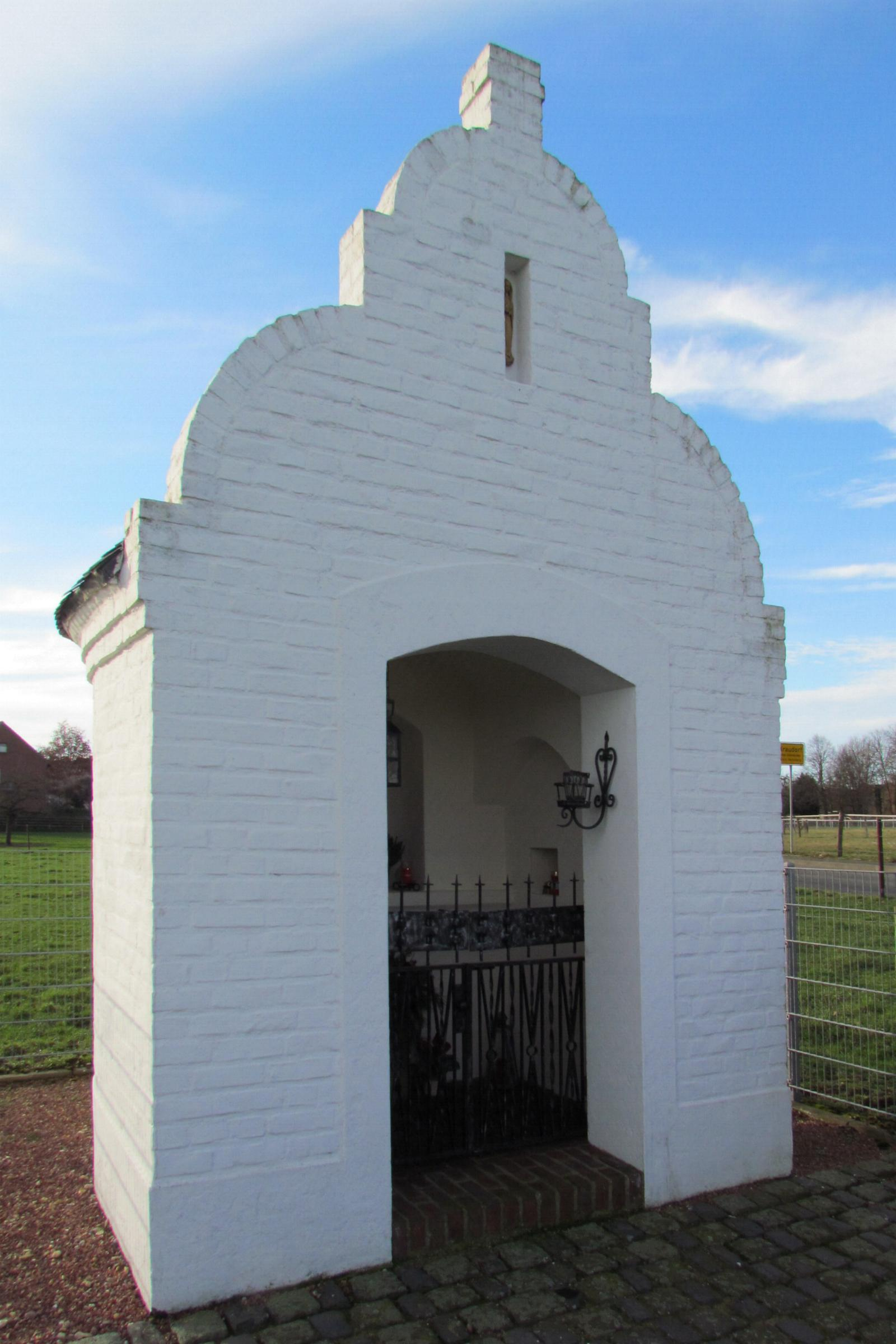
Kapelle zwischen Kraudorf und Nirm

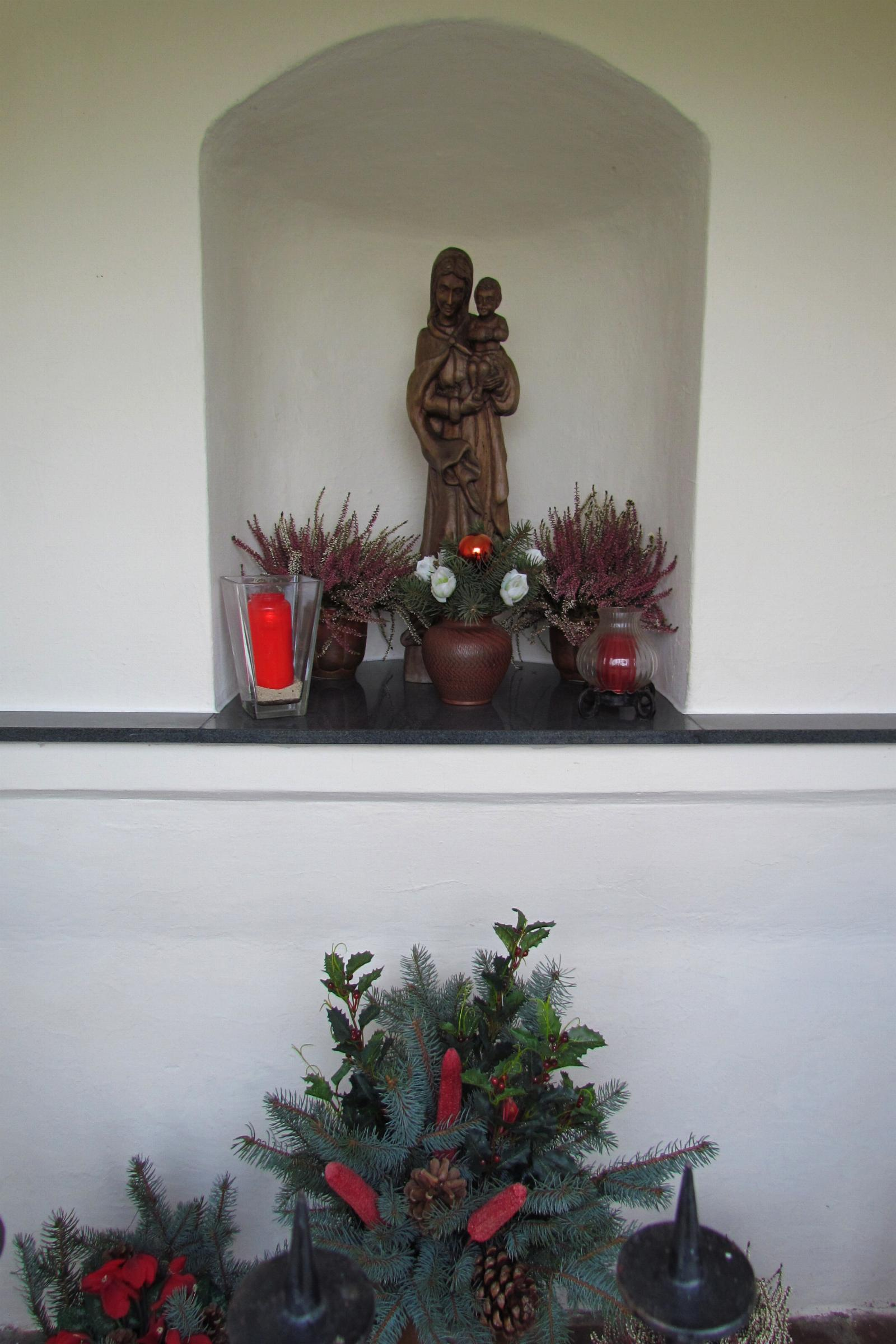
Innenansicht der Kapelle

Die Pfarre St. Gertrud Kraudorf setzt sich aus den Orten Kraudorf, Kogenbroich, Nirm, Hoven, Leerodt und Zumdahl zusammen. Die Bevölkerung besteht zum größten Teil aus Katholiken.
1451 wurde zum ersten Mal eine Kyrche zo Kruytdorp erwähnt. Zu dieser Zeit wurde auch der Fußboden neu verlegt. Mit derselben Fliesenart, wie das Prämonstratenserkloster zu Heinsberg erhalten hat. Eine baugeschichtliche Untersuchung von 1950 zeigt eine Saalkirche von 11 m Länge und 7 m Breite. Die Fundamente bestehen aus Quarzitsandstein, Kalkstein, röm. Werksteinen und Dachpfannen. Die Datierung wird grob in das 10.–11. Jhdt. gelegt, da für die Untersuchungen nur ein Tag zur Verfügung stand. Eine ältere Holzkirche wird vermutet.
1521 wurde der Priester Hubert Hutmann († 1563) vom Jülicher Herzog, dem Dechant von Susteren als Pastor für Kraudorf präsentiert. Er war gleichzeitig Vikar des Johannesaltars in Randerath.
Bei der Einrichtung des Bistums Aachen 1804 kam die Pfarre vom Bistum Lüttich an das neue Bistum und wurde dem Kanton Geilenkirchen zugeteilt. Als das wiedererrichtete Erzbistum Köln 1827 eine Neuorganisation vornahm, wurde aus dem Kanton das Dekanat Geilenkirchen. Seitdem gehört die Pfarre zu diesem Dekanat.
Im Zuge der Pfarrgemeindereformen im Bistum Aachen wurde die ehemals eigenständige katholische Pfarrgemeinde St. Gertrud Kraudorf in die Gemeinschaft der Gemeinden (GdG) St. Bonifatius Geilenkirchen eingegliedert.

## Politik
Gemäß § 3 (1) e) der Hauptsatzung der Stadt Geilenkirchen bilden die Orte Kraudorf, Nirm, Kogenbroich und Hoven einen Stadtbezirk. Der wird durch einen Ortsvorsteher im Stadtrat der Stadt Geilenkirchen vertreten.

## Sehenswürdigkeiten

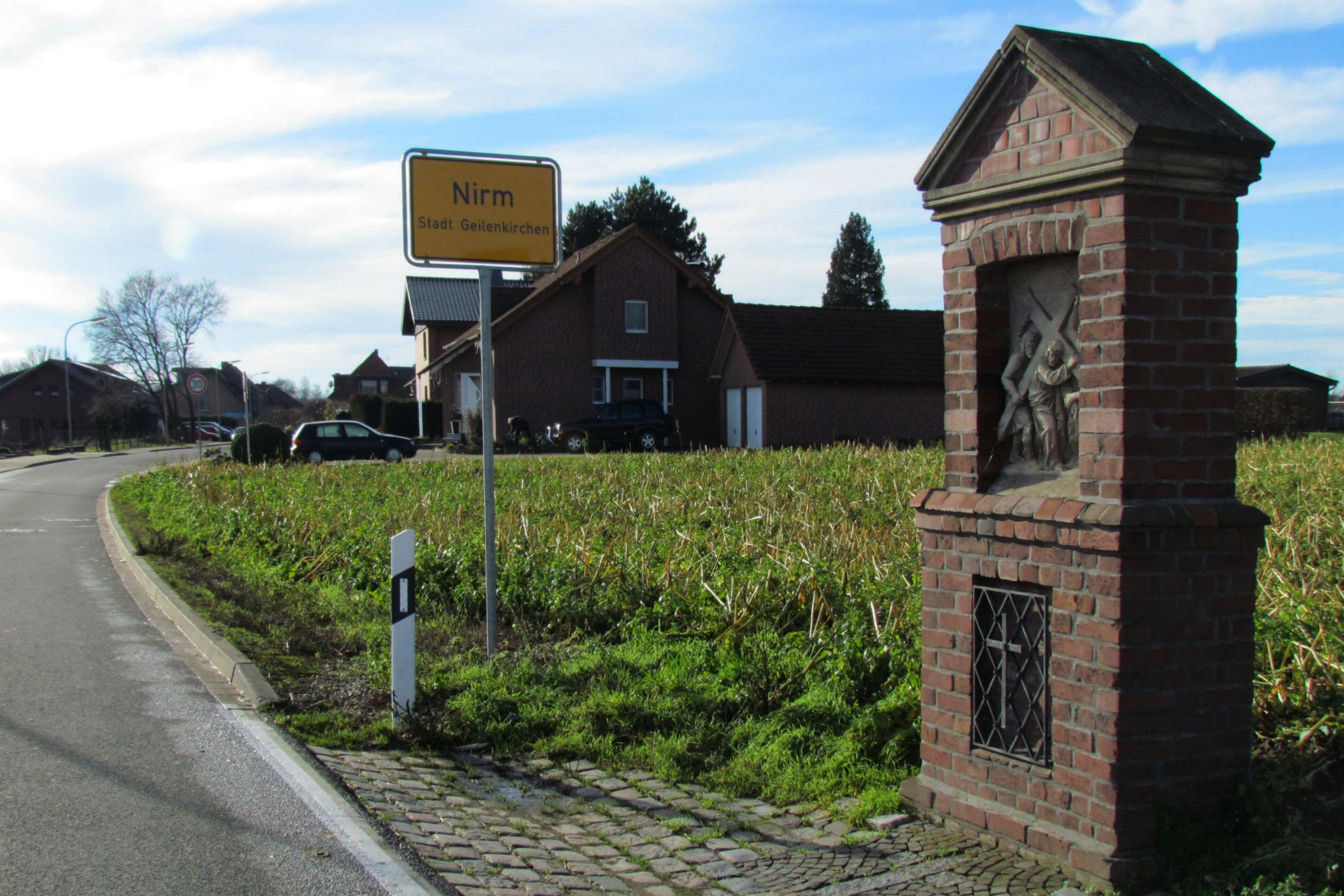
Fußfall am Ortseingang

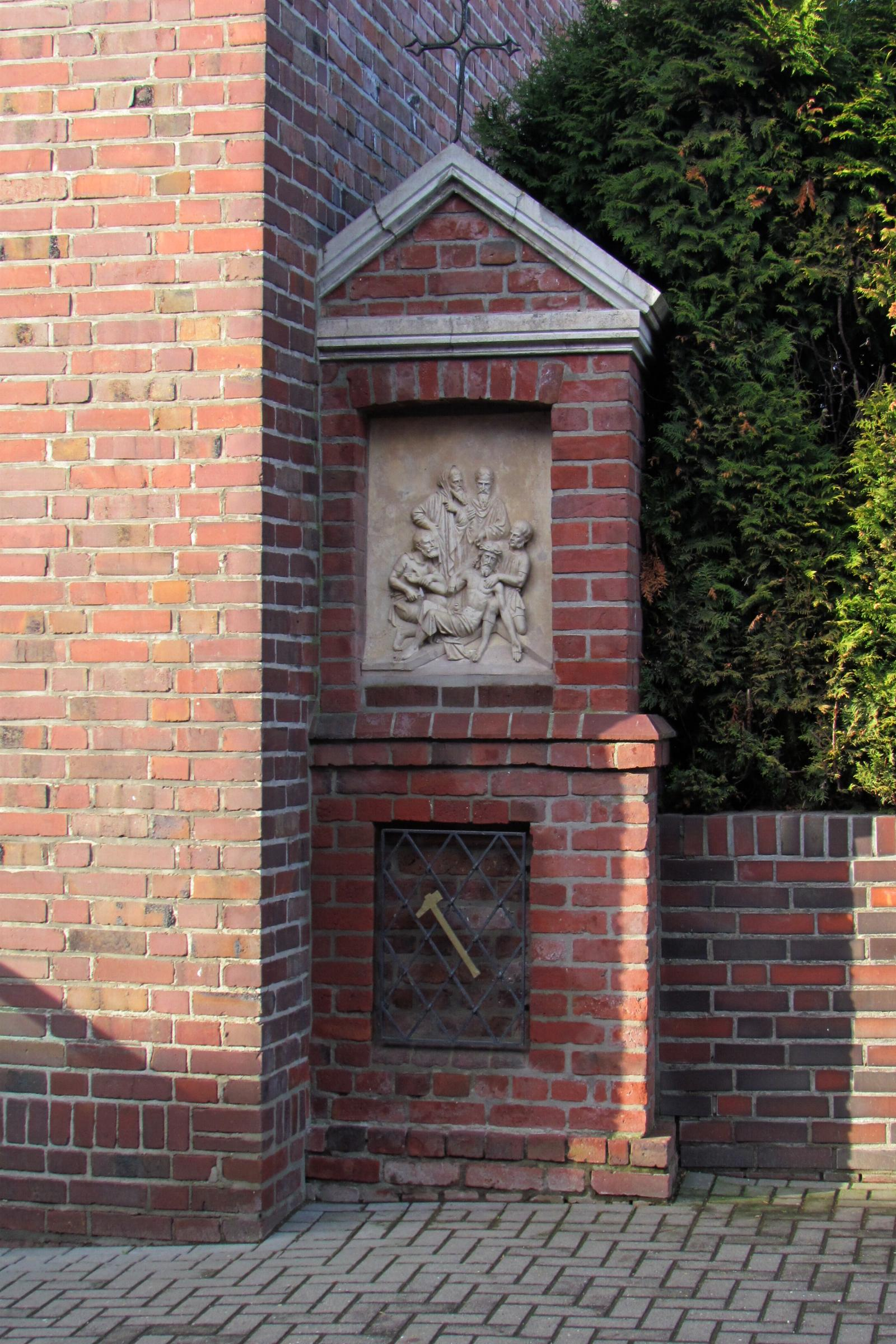
Fußfall in Nirm

- Katholische Pfarrkirche St. Gertrud als Denkmal Nr. 7
- Buntverglasung in der Katholischen Pfarrkirche[5]
- Katholisches Pfarrhaus in Kraudorf
- Kapelle der Schmerzhaften Mutter Maria, zwischen Kraudorf und Nirm
- Haus Zumdahl, rechteckige Hofanlage mit Turm und Wassergraben als Denkmal Nr. 41
- Gut Leerodt, ehemalige Wasseranlage als Denkmal Nr. 46
- Fußfallstationen zwischen Randerath und Nirm als Denkmal Nr. 44

## Infrastruktur

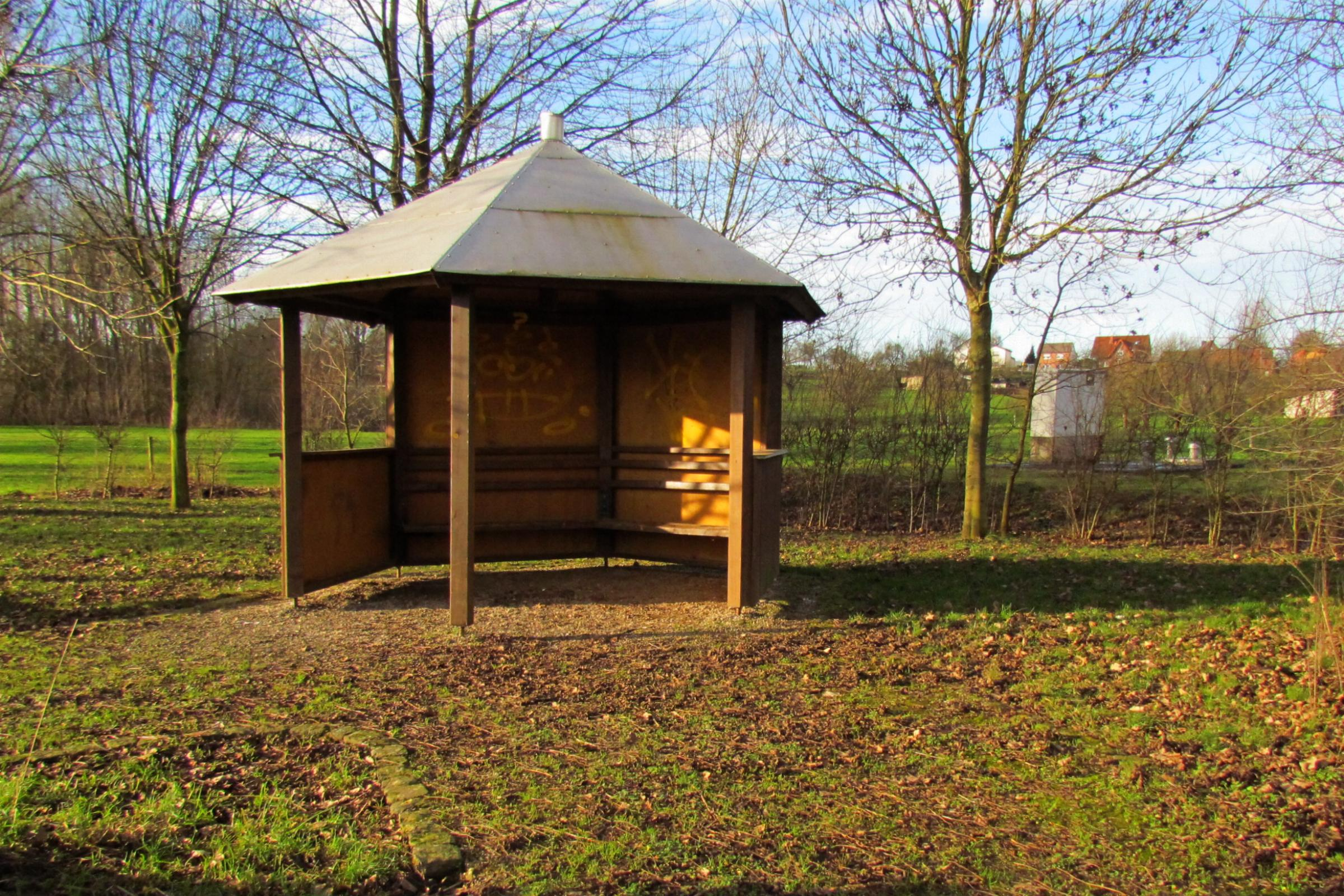
Schutzhütte im Tal der Wurm

- Es existieren mehrere landwirtschaftliche Betriebe mit Tierhaltung sowie einige Kleingewerbebetriebe.
- In der Vereinsgaststätte in Nirm wird Karneval und verschiedene andere Feste gefeiert.
- Der Spielplatz für Nirm befindet sich am Sportplatz in Kraudorf.
- Der Ort hat Anschluss an das Radverkehrsnetz NRW.
- Die Löscheinheit Nirm der Freiwilligen Feuerwehr Geilenkirchen (Zug IV)

## Schulwesen
- Volksschule Kraudorf 1925: 1 Klasse, 1 Stufe, 1 Lehrer, 58 Kinder
- Volksschule Kraudorf-Nirm 1965: 2 Klassen, 2 Lehrerstellen, 56 Kinder

## Verkehr
Die AVV-Buslinie 407 der WestVerkehr verbindet Nirm an Schultagen mit Geilenkirchen und Hückelhoven.
| Linie | Verlauf |
| ----- | --- |
| 407   | (Myhl –) Gerderath – Altmyhl – Ratheim – Millich – Hückelhoven (– Hilfarth – Himmerich – Randerath Bf – (Hoven – Kraudorf –) Nirm – Kogenbroich – Müllendorf – Süggerath Mühlenkamp – Geilenkirchen Bf) |

## Vereine
- Interessengemeinschaft der Pfarre Kraudorf e. V.
- St. Antonius-Schützenbruderschaft Kraudorf-Nirm aus 1912
- Trommler- und Pfeifferkorps Kraudorf-Nirm
- FSV Kraudorf-Uetterath e. V.
- Kirchenchor St. Cäcilia aus 1874 (1998 mit dem Kirchenchor Würm fusioniert; 2003 aufgelöst)

## Regelmäßige Veranstaltungen
- Patronatsfest und Krönungsfeier der Majestäten
- Kirmeswochenende in der Pfarre von Freitag bis Sonntag
- Vogelschuss der Schützenbruderschaft eine Woche nach der Kirmes
- St. Martin-Umzug im Bereich der Pfarre
- Sommerfest des FSV Kraudorf-Uetterath e.V
- Alle zwei Jahre Sommerfest des Trommler- und Pfeifferkorps Kraudorf-Nirm
- In dem Jahr, in dem der Trommel- und Pfeifferkorps keine Veranstaltung hat, Lampionfest der Löscheinheit Nirm

## Straßennamen
Nirm, Zu den Benden, Zumdahl